# 南條レダ
南條 レダ（なんじょう レダ、2002年2月7日 - ）は、日本のモデル、アーティスト。千葉県佐倉市出身。血液型はO型。身長は158cm。

## 経歴・人物
南條は、ルーマニアの著名なバレエダンサーであるValentin Bartesと、プロのバレエダンサーである南條麗亜の間に生まれる。
幼少期からクラシックバレエに親しみ、両親の影響を受けて多数のパフォーマンスに出演。学生時代には日本バレエ協会のコールド(群舞)公演に出演するなど、舞踊活動に取り組んだ。
2009年 (7歳時)には神奈川県藤野町のギャラリーで初の絵画個展を開催。2022年よりフリーランスモデルとして、ファッションショーや雑誌への出演などの芸能活動をしている。
2025年5月9日、浅草公会堂で開催された『ミス・ヴィヴィアナ・ジャパン2025』に出場。グランプリのほか、「ミス・キャットウォーク」、「ミス・ビューティフルスキン」の3冠を達成した。

## 趣味・嗜好
- クラシックバレエ
- 水彩画

## 出演

### コンテスト
- Miss Viviana Japan2025 - グランプリ、ミス・キャットウォーク、ミス・ビューティフルスキン

### ファッションショー
- THE SHOW (2022年12月1日)
- THE SHOW (2023年6月1日)
- ANGELICPRETTY (2023年)
- 2024 Spring Collection
- Tokyo Coordination2024 Summer (第42回東京渋谷コレクション)
- みんなの川崎祭 ソーシャルグッドファッションショー (ゲスト出演)
- Tokyo Fashion Crossing 2024
- YOKOHAMA FES’25 (2023年7月24日)
- THE WALK COLLECTION（2025年8月12日）

## 雑誌掲載
- 美人百花